# Wereldkampioenschappen veldrijden 2025
De wereldkampioenschappen veldrijden 2025 werden gehouden van vrijdag 31 januari tot en met zondag 2 februari in Liévin, in het Franse departement Pas-de-Calais. Er stonden zes individuele wedstrijden op het programma. Net als de voorgaande jaren werd er ook een gemengde estafette verreden. Bij de mannen elite won Mathieu van der Poel voor de zevende keer, waarmee hij het record van Erik De Vlaeminck evenaarde. Bij de vrouwen elite won Fem van Empel voor de derde keer op rij.

## Programma
| Datum               | Tijd  | Categorie          |
| ------------------- | ----- | ------------------ |
| Vrijdag 31 januari  | 12:30 | Gemengde estafette |
| Zaterdag 1 februari | 11:00 | Meisjes junioren   |
| Zaterdag 1 februari | 13:00 | Mannen beloften    |
| Zaterdag 1 februari | 15:00 | Vrouwen elite      |
| Zondag 2 februari   | 11:00 | Jongens junioren   |
| Zondag 2 februari   | 13:00 | Vrouwen beloften   |
| Zondag 2 februari   | 15:00 | Mannen elite       |

## Selecties

### België
- Elite mannen: Wout van Aert,[1] Toon Aerts, Eli Iserbyt, Thibau Nys, Laurens Sweeck, Niels Vandeputte, Michael Vanthourenhout, Emiel Verstrynge, Joran Wyseure[2]
- Elite vrouwen: Sanne Cant, Marion Norbert Riberolle, Julie Brouwers
- U23 mannen: Yordi Corsus, Sil De Brauwere, Kay De Bruyckere, Aaron Dockx, Jente Michels, Viktor Vandenberghe, Seppe Van den Boer
- U23 vrouwen: Xaydée Van Sinaey, Sterre Vervloet
- Junior mannen: Lennes Jacobs, Ryan Laenen, Giel Lejeune, Arthur Van Den Boer, Mats Vanden Eynde
- Junior vrouwen: Sanne Laurijssen, Lisa Maes, Zita Peeters
- Gemengde estafette: Sanne Laurijssen, Xaydée Van Sinaey, Sanne Cant, Mats Vanden Eynde, Kay De Bruyckere, Toon Aerts[3]

### Nederland
- Elite mannen: Mathieu van der Poel, Lars van der Haar, Pim Ronhaar, Mees Hendrikx, Corné van Kessel, Joris Nieuwenhuis, Ryan Kamp[4]
- Elite vrouwen: Fem van Empel, Lucinda Brand, Puck Pieterse, Ceylin del Carmen Alvarado, Inge van der Heijden, Manon Bakker, Annemarie Worst, Denise Betsema, Marianne Vos, Aniek van Alphen[5]
- U23 mannen: Tibor Del Grosso, David Haverdings, Guus van den Eijnden, Danny van Lierop, Keije Solen, Senna Remijn
- U23 vrouwen: Leonie Bentveld, Lauren Molengraaf, Puck Langenbarg, Bloeme Kalis, Sara Sonnemans
- Junior mannen: Cas Timmermans, Michiel Mouris, Rick Versloot, Noël Goijert
- Junior vrouwen: Mae Cabaca, Noï Moes, Bente Jochems
- Gemengde estafette: geen deelname

## Medailleoverzicht
| Categorie        | Goud                                                                                                | Goud     | Zilver | Zilver | Brons                                                                                   | Brons   |
| ---------------- | --------------------------------------------------------------------------------------------------- | -------- | --- | ------ | --------------------------------------------------------------------------------------- | ------- |
| Mannen           | |          | |        |                                                                                         |         |
| Mannen elite     | Mathieu van der Poel                                                                                | 1u02'44" | Wout van Aert                                                                                              | + 45   | Thibau Nys                                                                              | + 1'06" |
| Mannen beloften  | Tibor Del Grosso                                                                                    | 56'26"   | Kay De Bruyckere                                                                                           | + 56"  | Jente Michels                                                                           | + 1'05" |
| Jongens junioren | Mattia Agostinacchio                                                                                | 45'47"   | Soren Bruyère Joumard                                                                                      | + 12"  | Filippo Grigolini                                                                       | + 30"   |
| Vrouwen          | |          | |        |                                                                                         |         |
| Vrouwen elite    | Fem van Empel                                                                                       | 54'29"   | Lucinda Brand                                                                                              | + 18"  | Puck Pieterse                                                                           | + 1'09" |
| Vrouwen beloften | Zoe Bäckstedt                                                                                       | 45'42"   | Marie Schreiber                                                                                            | + 39"  | Leonie Bentveld                                                                         | + 1'20" |
| Meisjes junioren | Lise Revol                                                                                          | 45'25"   | Barbora Bukovská                                                                                           | + 11"  | Rafaelle Carrier                                                                        | + 1'43" |
| Gemengd          | |          | |        |                                                                                         |         |
| Estafette        | Verenigd Koninkrijk Thomas Mein Zoe Bäckstedt Oscar Amey Cat Ferguson Milo Darlison Wills Zoe Roche | 50'03"   | Italië Stefano Viezzi Sara Casasola Mattia Agostinacchio Lucia Bramati Gioele Bertolini Giorgia Pellizotti | + 2"   | Frankrijk Joshua Dubau Hélène Clauzel Jules Simon Célia Gery Florian Fery Zélie Lambert | + 5"    |

## Uitslagen

### Mannen, elite

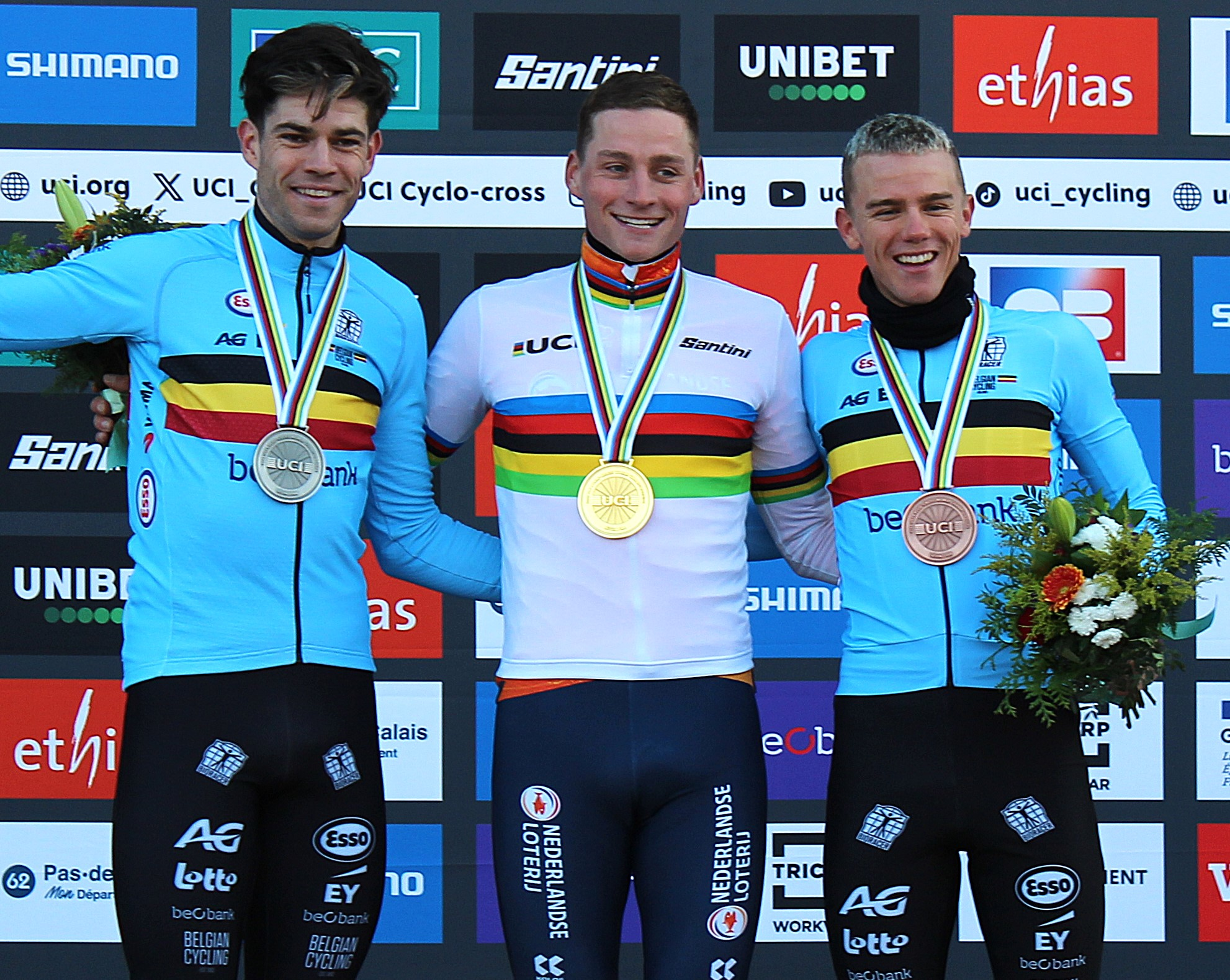
Het podium bij de mannen elite

| Plaats        | Renner                 | Land      | Tijd     |
| ------------- | ---------------------- | --------- | -------- |
| Regenboogtrui | Mathieu van der Poel   | Nederland | 1u02'44" |
| Zilver        | Wout van Aert          | België    | + 45"    |
| Brons         | Thibau Nys             | België    | + 1'06"  |
| 4.            | Joris Nieuwenhuis      | Nederland | + 1'15"  |
| 5.            | Emiel Verstrynge       | België    | + 1'53"  |
| 6.            | Toon Aerts             | België    | + 1'56"  |
| 7.            | Michael Vanthourenhout | België    | + 2'00"  |
| 8.            | Joran Wyseure          | België    | + 2'03"  |
| 9.            | Lars van der Haar      | Nederland | + 2'09"  |
| 10.           | Laurens Sweeck         | België    | + 2'28"  |

### Mannen, beloften

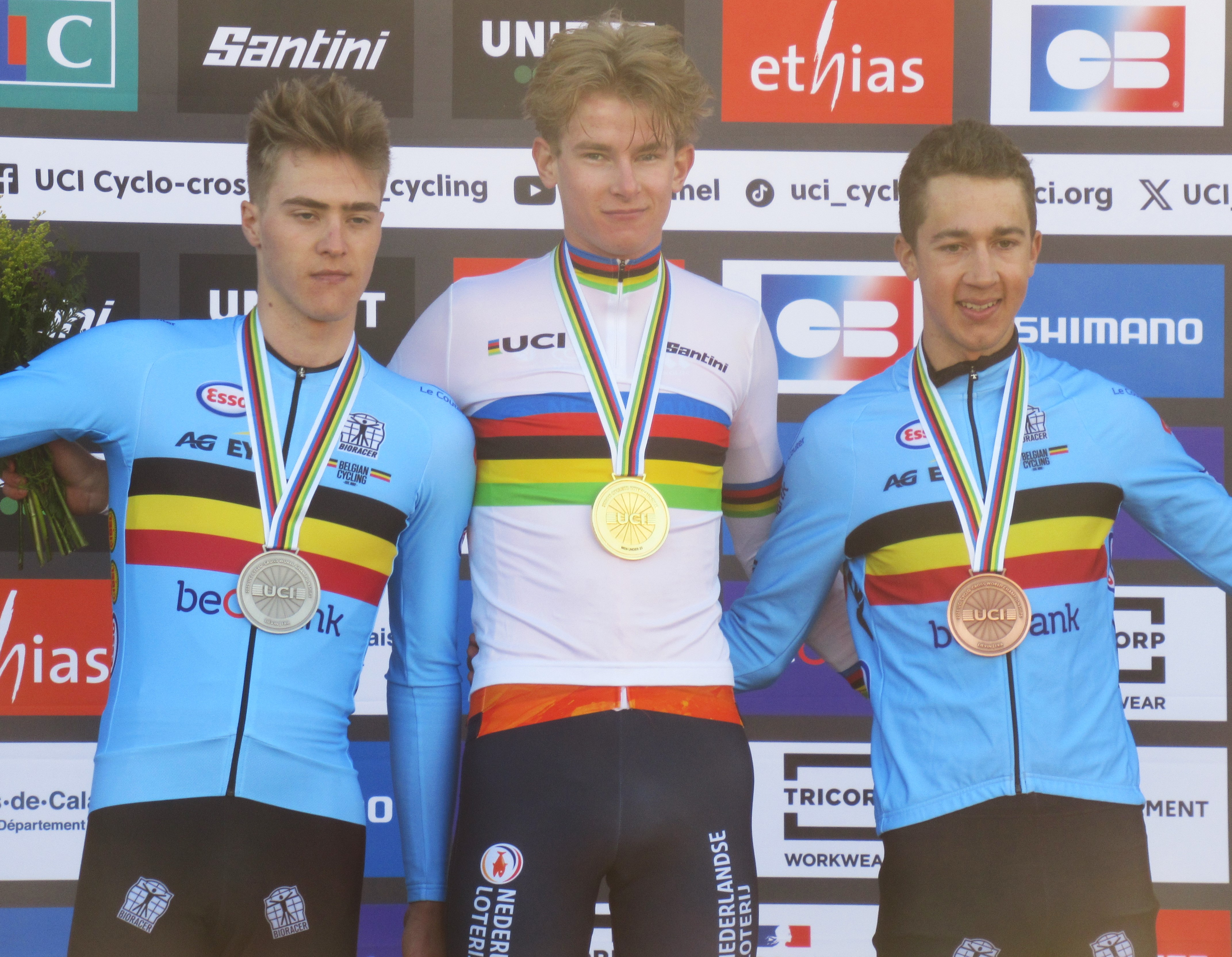
Het podium bij de mannen beloften

| Plaats        | Renner              | Land      | Tijd    |
| ------------- | ------------------- | --------- | ------- |
| Regenboogtrui | Tibor del Grosso    | Nederland | 56'26"  |
| Zilver        | Kay De Bruyckere    | België    | + 56"   |
| Brons         | Jente Michels       | België    | + 1'05  |
| 4.            | Stefano Viezzi      | Italië    | + 1'32" |
| 5.            | Seppe Van Den Boer  | België    | + 2'10" |
| 6.            | Aubin Sparfel       | Frankrijk | + 2'29" |
| 7.            | Jules Simon         | Frankrijk | + 2'34" |
| 8.            | Léo Bisiaux         | Frankrijk | + 2'35" |
| 9.            | Viktor Vandenberghe | België    | z.t.    |
| 10.           | Nathan Bommenel     | Frankrijk | + 2'46" |

### Mannen, junioren

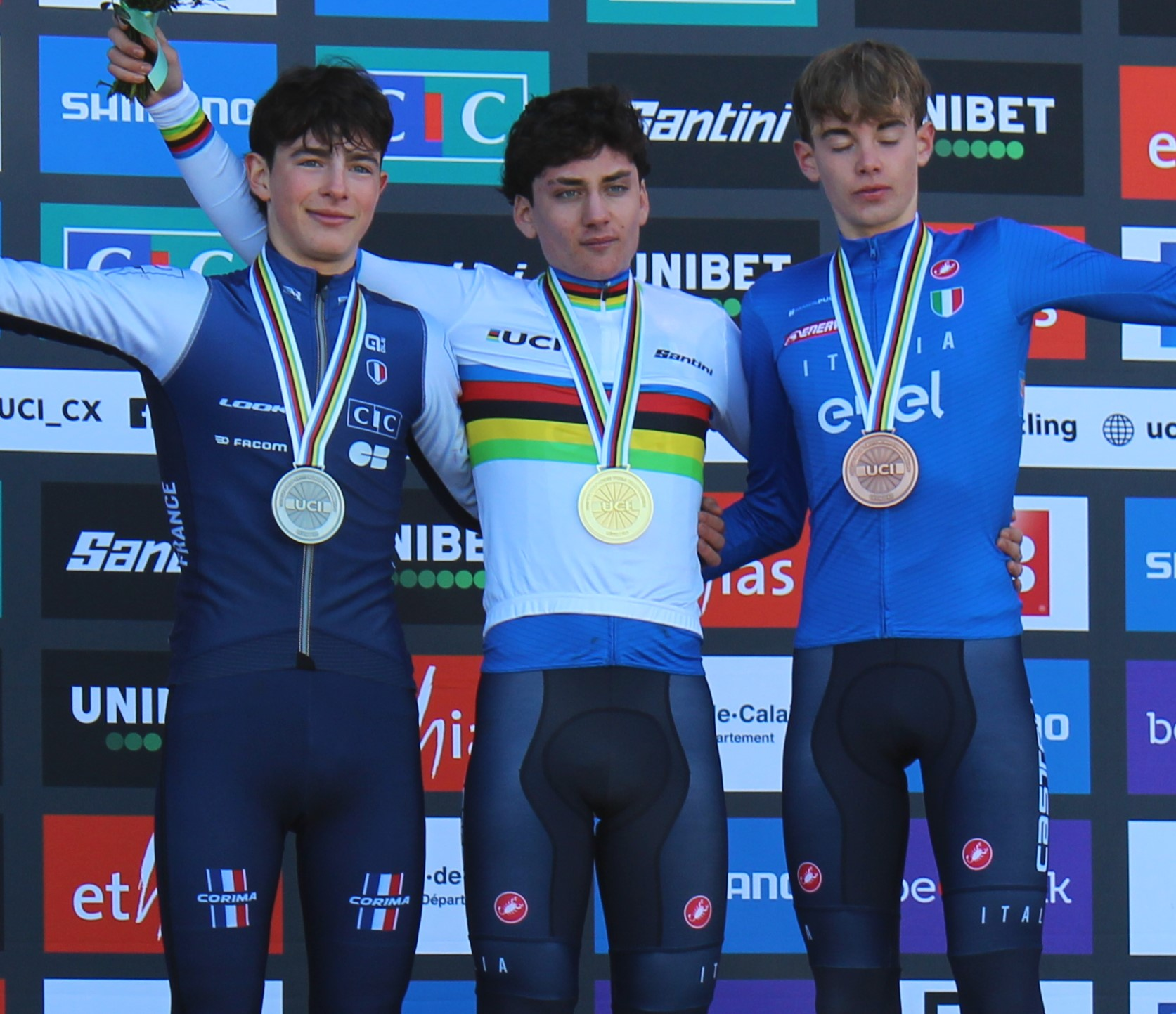
Het podium bij de mannen junioren

| Plaats        | Renner                | Land                | Tijd    |
| ------------- | --------------------- | ------------------- | ------- |
| Regenboogtrui | Mattia Agostinacchio  | Italië              | 45'47"  |
| Zilver        | Soren Bruyère Joumard | Frankrijk           | + 12"   |
| Brons         | Filippo Grigolini     | Italië              | + 30"   |
| 4.            | Benjamin Noval Suárez | Spanje              | + 31"   |
| 5.            | Mats Vanden Eynde     | België              | + 39"   |
| 6.            | Oscar Amey            | Verenigd Koninkrijk | + 52"   |
| 7.            | Soen Le Pann          | Frankrijk           | + 1'08" |
| 8.            | Michiel Mouris        | Nederland           | z.t.    |
| 9.            | Florian Fery          | Frankrijk           | + 1'10" |
| 10.           | Milo Wills            | Verenigd Koninkrijk | + 1'16" |

### Vrouwen, elite

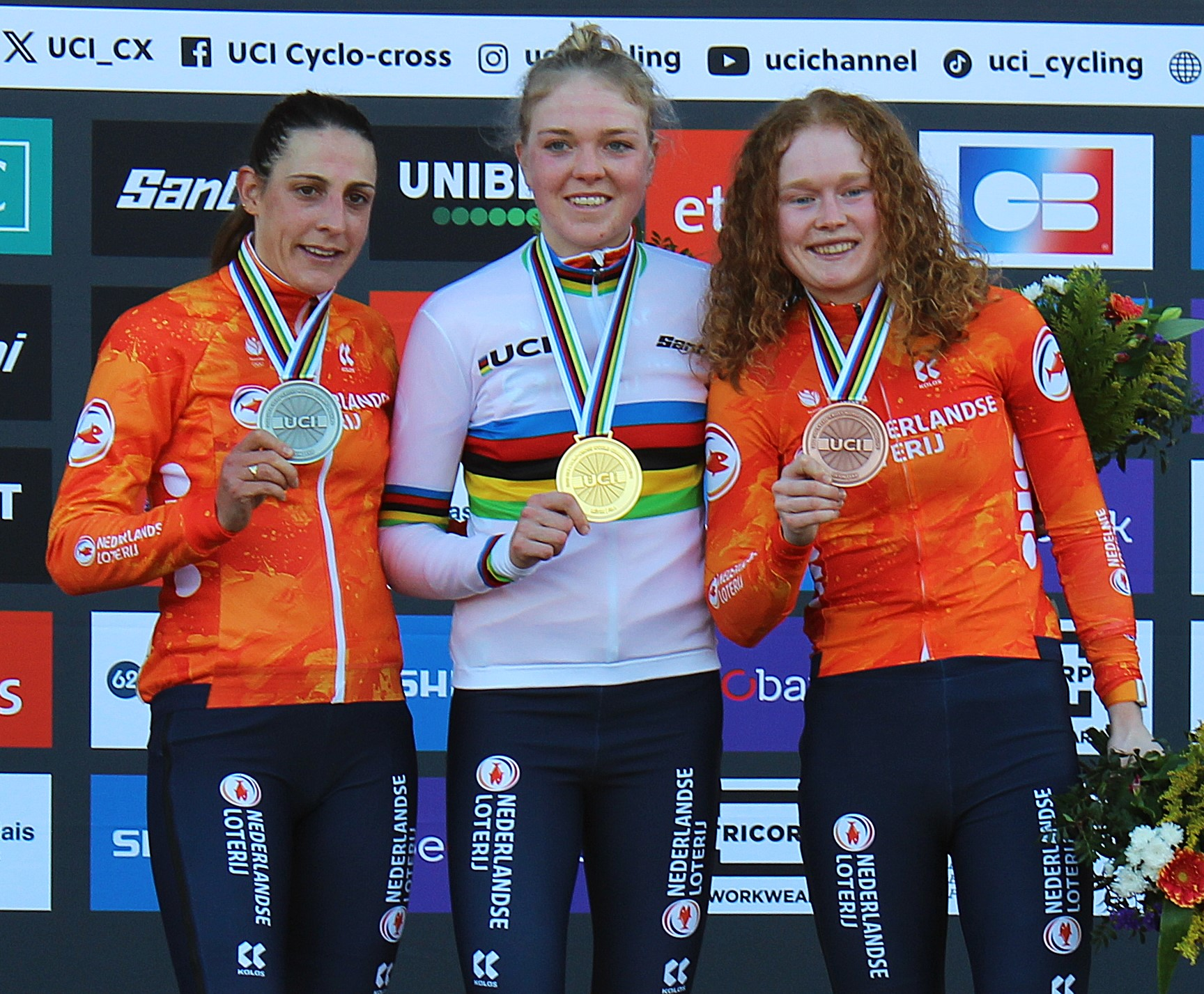
Het podium bij de vrouwen elite

| Plaats        | Renster                    | Land      | Tijd    |
| ------------- | -------------------------- | --------- | ------- |
| Regenboogtrui | Fem van Empel              | Nederland | 54'29"  |
| Zilver        | Lucinda Brand              | Nederland | + 18"   |
| Brons         | Puck Pieterse              | Nederland | + 1'09" |
| 4.            | Inge van der Heijden       | Nederland | + 1'31" |
| 5.            | Blanka Vas                 | Hongarije | + 1'56" |
| 6.            | Sara Casasola              | Italië    | + 2'11" |
| 7.            | Ceylin del Carmen Alvarado | Nederland | + 2'36" |
| 8.            | Hélène Clauzel             | Frankrijk | + 2'51" |
| 9.            | Sanne Cant                 | België    | + 2'53" |
| 10.           | Amandine Fouquenet         | Frankrijk | + 2'58" |

### Vrouwen, beloften

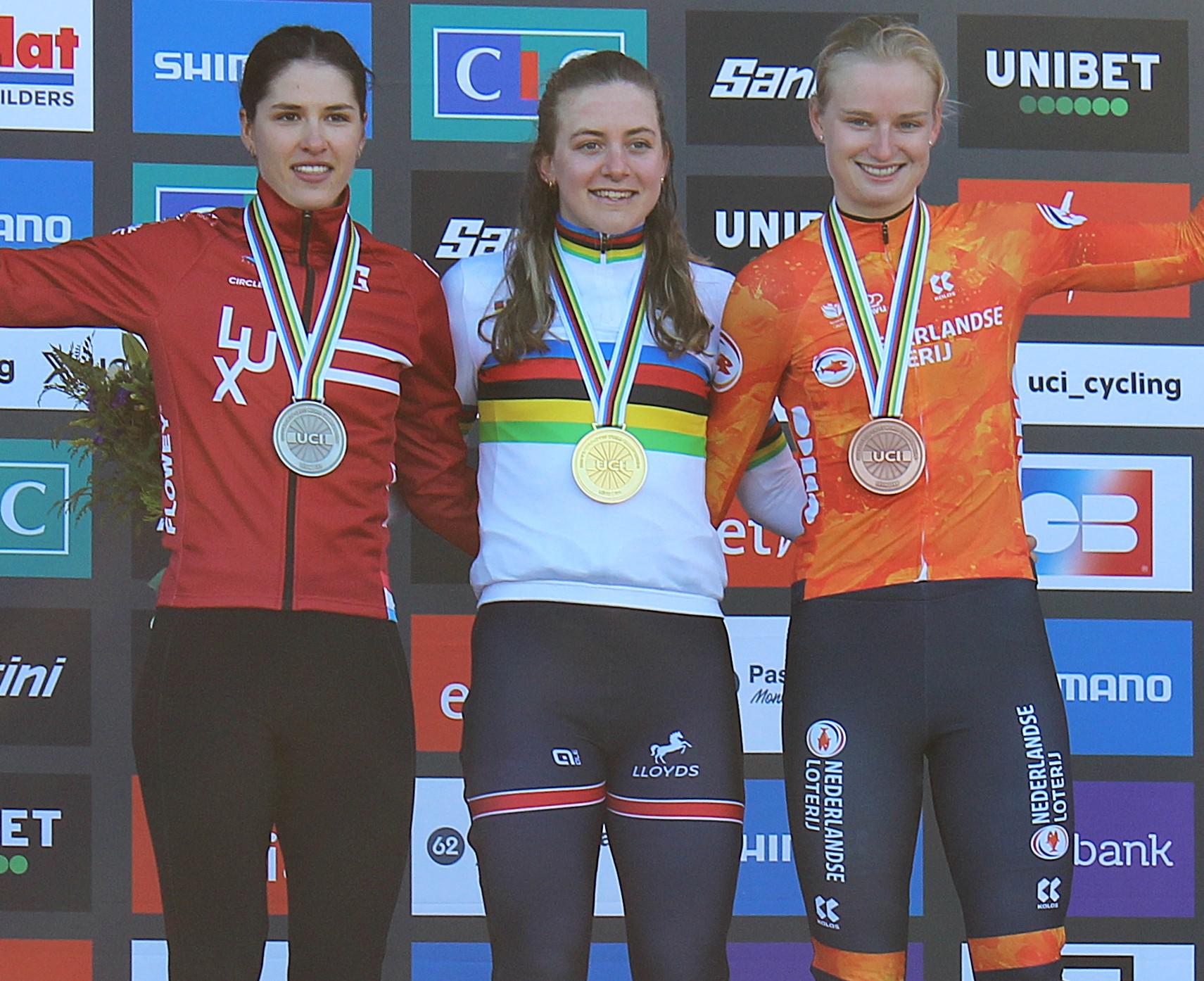
Het podium bij de vrouwen beloften

| Plaats        | Renster             | Land                | Tijd    |
| ------------- | ------------------- | ------------------- | ------- |
| Regenboogtrui | Zoe Bäckstedt       | Verenigd Koninkrijk | 45'42"  |
| Zilver        | Marie Schreiber     | Luxemburg           | + 39"   |
| Brons         | Leonie Bentveld     | Nederland           | + 1'20" |
| 4.            | Célia Gery          | Frankrijk           | + 1'51" |
| 5.            | Isabella Holmgren   | Canada              | + 2'17" |
| 6.            | Viktória Chladonová | Slowakije           | + 3'38" |
| 7.            | Amandine Muller     | Frankrijk           | + 3'59" |
| 8.            | Ella MacLean-Howell | Verenigd Koninkrijk | + 4'23" |
| 9.            | Imogen Wolff        | Verenigd Koninkrijk | + 4'41" |
| 10.           | Simona Spešná       | Tsjechië            | + 4'48" |

### Vrouwen, junioren

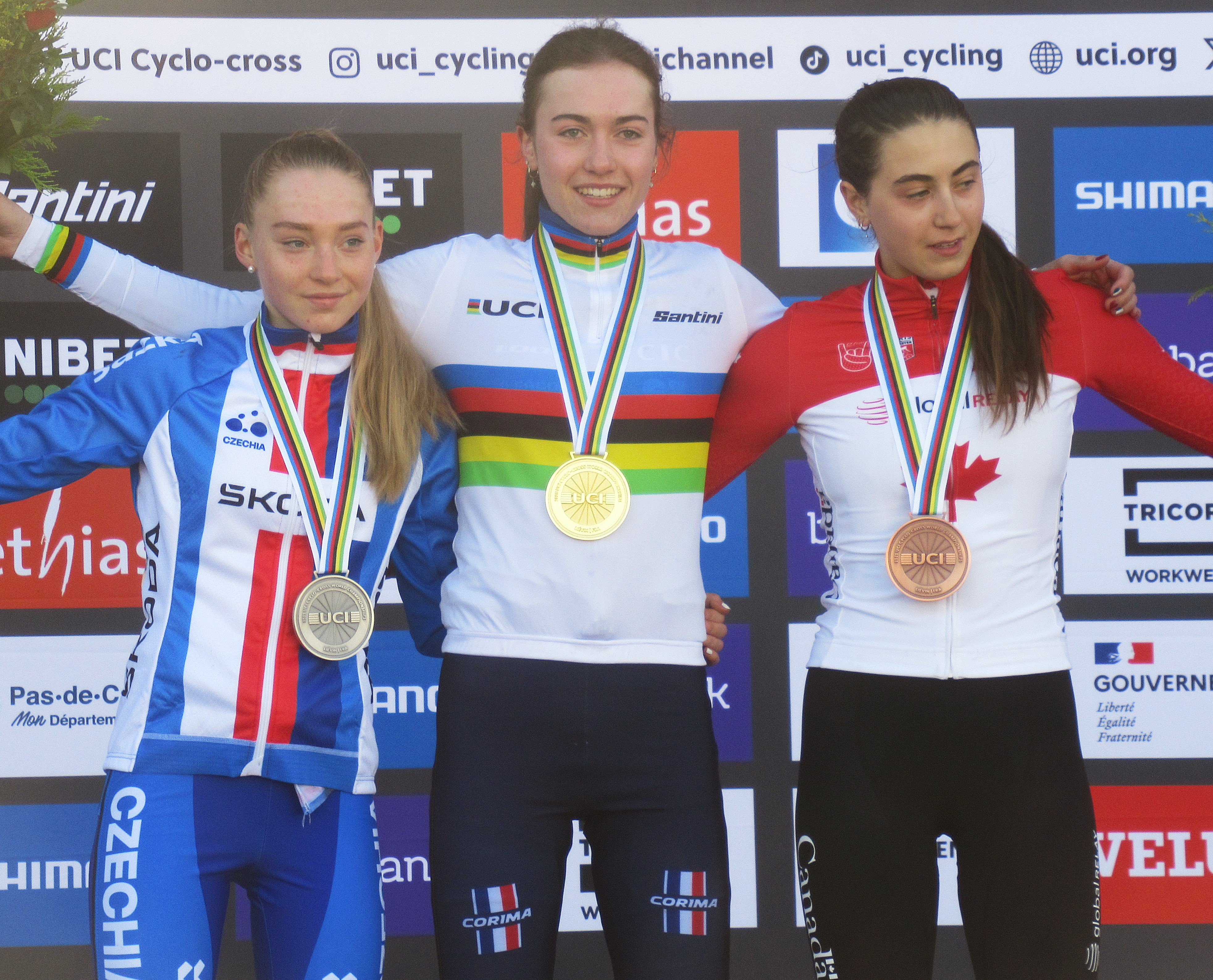
Het podium bij de vrouwen junioren

| Plaats        | Renster            | Land             | Tijd    |
| ------------- | ------------------ | ---------------- | ------- |
| Regenboogtrui | Lise Revol         | Frankrijk        | 45'25"  |
| Zilver        | Barbora Bukovská   | Tsjechië         | + 11"   |
| Brons         | Rafaelle Carrier   | Canada           | + 1'43" |
| 4.            | Anja Grossmann     | Zwitserland      | + 1'53" |
| 5.            | Lidia Cusack       | Verenigde Staten | z.t.    |
| 6.            | Mae Cabaca         | Nederland        | + 2'27" |
| 7.            | Alyssa Sarkisov    | Verenigde Staten | z.t.    |
| 8.            | Lucie Grohová      | Tsjechië         | + 2'31" |
| 9.            | Giorgia Pellizotti | Italië           | + 2'35" |
| 10.           | Lison Desprez      | Frankrijk        | + 2'56" |

### Gemengde estafette

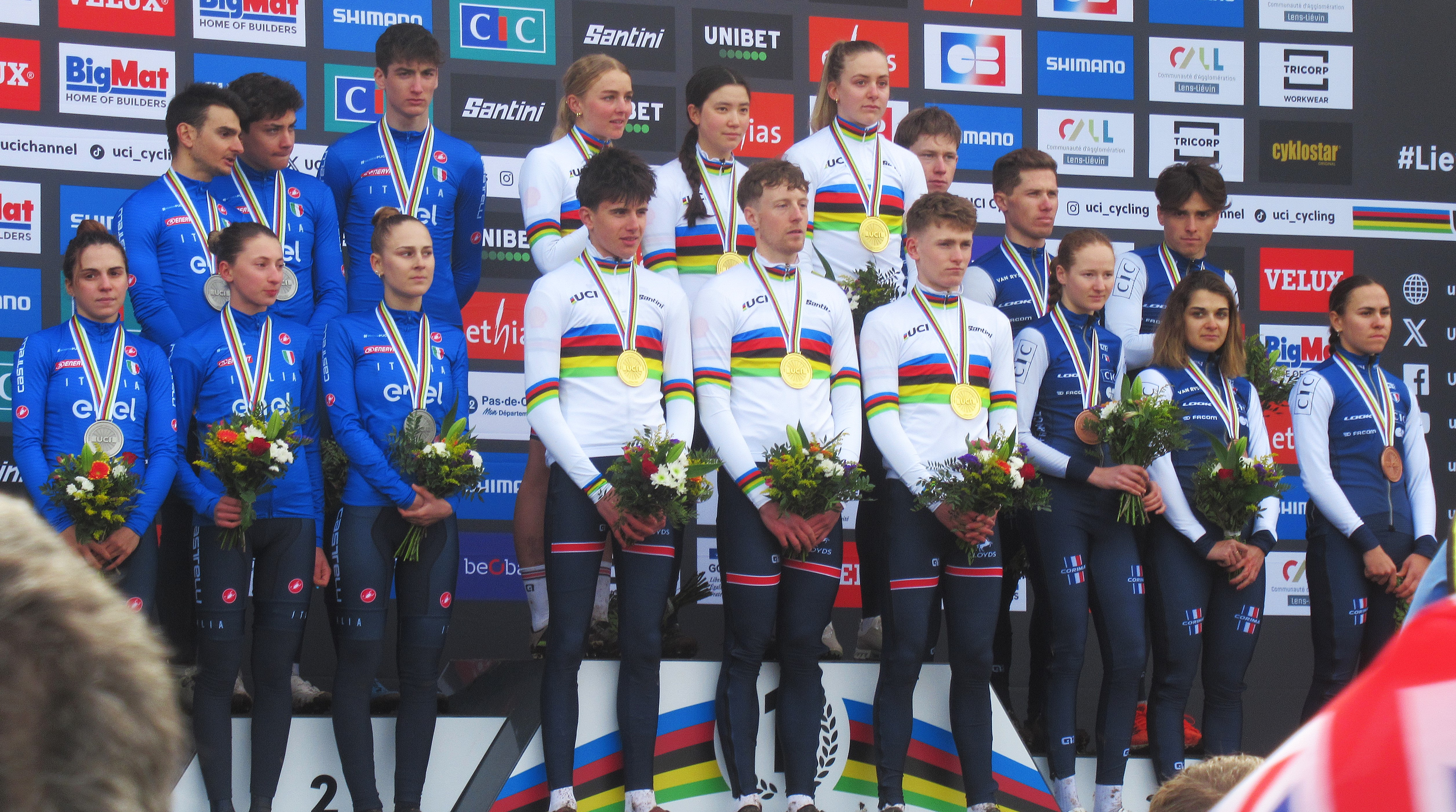
Het podium bij de gemengde estafette

| Plaats        | Land                | Tijd     |
| ------------- | ------------------- | -------- |
| Regenboogtrui | Verenigd Koninkrijk | 50'03"   |
| Zilver        | Italië              | + 2"     |
| Brons         | Frankrijk           | + 5"     |
| 4.            | Verenigde Staten    | + 8"     |
| 5.            | Tsjechië            | + 1'16"  |
| 6.            | België              | + 1'21"  |
| 7.            | Canada              | + 1'24"  |
| 8.            | Spanje              | + 2'29"  |
| 9.            | Japan               | + 8'08"  |
| 10.           | Roemenië            | + 12'17" |

## Medaillespiegel
| Plaats | Land                | Goud | Zilver | Brons | Totaal |
| 1      | Nederland           | 3    | 1      | 2     | 6      |
| 2      | Verenigd Koninkrijk | 2    | 0      | 0     | 2      |
| 3      | Italië              | 1    | 1      | 1     | 3      |
| 3      | Frankrijk           | 1    | 1      | 1     | 3      |
| 5      | België              | 0    | 2      | 2     | 4      |
| 6      | Tsjechië            | 0    | 1      | 0     | 1      |
| 6      | Luxemburg           | 0    | 1      | 0     | 1      |
| 8      | Canada              | 0    | 0      | 1     | 1      |
| Totaal | Totaal              | 7    | 7      | 7     | 21     |

## Prijzengeld
In onderstaande tabel vindt u de verdeling van het prijzengeld per categorie.
| Pos.   | Mannen/vrouwen | Mannen/vrouwen | Mannen/vrouwen | Estafette |
| Pos.   | Elite          | Beloften       | Junioren       | Estafette |
| ------ | -------------- | -------------- | -------------- | --------- |
| 1.     | € 5.000        | € 2.500        | € 1.250        | € 15.000  |
| 2.     | € 2.500        | € 1.250        | € 675          | € 7.500   |
| 3.     | € 1.250        | € 675          | € 340          | € 3.750   |
| Totaal | € 8.750        | € 4.425        | € 2.265        | € 26.250  |

## Organisatie
De UCI fee om het WK te mogen organiseren, bedroeg CHF 425.000. De UCI nam o.a. de uitgaven m.b.t. het prijzengeld, de accreditaties, de medailles en regenboogtruien op zich.